# アルジャメイン・スターリング
アルジャメイン・スターリング（Aljamain Sterling、1989年7月31日 - ）は、アメリカ合衆国の男性総合格闘家。ニューヨーク州ユニオンデール出身。セラ・ロンゴ・ファイトチーム所属。元UFC世界バンタム級王者。UFC世界フェザー級ランキング7位。

## 来歴
ニューヨーク州ナッソー郡のユニオンデールでジャマイカ人の両親との間に生まれ、12人以上の兄弟と育つ。兄弟の中には荒れた生活を送っていた兄弟もおり、そのようにならないために高校時代からレスリングを始める。モリスビル州立大学に入学後もレスリングを続け、そこで後のUFC世界ライトヘビー級王者ジョン・ジョーンズに出会い総合格闘技に興味を持つ。ニューヨーク州立大学コートランド校に編入後はNCAAディビジョン3でオールアメリカンに2度選出された。大学卒業後の2011年にプロ総合格闘技デビュー。

### UFC
2014年2月22日、UFC初参戦となったUFC 170でコーディ・ギブソンと対戦し、3-0の判定勝ち。
2015年4月18日、UFC on FOX 15でバンタム級ランキング6位の水垣偉弥と対戦し、ボトムポジションから肩固めを極めて3R一本勝ち。
2015年12月10日、UFC Fight Night: Namajunas vs. VanZantでバンタム級ランキング10位のジョニー・エドゥアルドと対戦し、ギロチンチョークで2R一本勝ち。
2016年5月29日、UFC Fight Night: Almeida vs. Garbrandtでバンタム級ランキング8位のブライアン・キャラウェイと対戦し、1-2の判定負け。キャリア初黒星を喫した。
2017年1月28日、UFC on FOX 23でバンタム級ランキング4位のハファエル・アスンソンと対戦し、1-2の判定負け。
2017年12月9日、UFC Fight Night: Swanson vs. Ortegaでバンタム級ランキング7位のマルロン・モラエスと対戦し、タックルを仕掛けようとした際にカウンターの左膝蹴りで1RKO負け。
2018年4月21日、UFC Fight Night: Barboza vs. Leeでバンタム級ランキング14位のブレット・ジョーンズと対戦し、3-0の判定勝ち。
2018年9月8日、UFC 228でバンタム級ランキング10位のコーディー・スタマンと対戦し、2Rにバックからの膝十字固めで一本勝ち。
2019年2月17日、UFC on ESPN: Ngannou vs. Velasquezでバンタム級ランキング5位のジミー・リベラと対戦し、3-0の判定勝ち。
2019年6月8日、UFC 238でバンタム級ランキング4位のペドロ・ムニョスと対戦し、3-0の判定勝ち。
2020年6月6日、約1年ぶりの復帰戦となったUFC 250でバンタム級ランキング4位のコーリー・サンドヘイゲンと対戦し、試合序盤にバックを奪いリアネイキドチョークで一本勝ち。パフォーマンス・オブ・ザ・ナイトを受賞した。

#### UFC世界王座獲得
2021年3月6日、UFC 259のUFC世界バンタム級タイトルマッチで王者ピョートル・ヤンに挑戦。4Rにヤンが膝をついた状態のスターリングの頭部に膝蹴りを放ち、スターリングはダメージから回復できず、ヤンの膝蹴りが故意に放った反則と判断されたため、失格によりスターリングが勝利を収め王座獲得に成功した。UFCで失格により王座が移動した初めてのケースとなった。
2021年4月、レスリング時代からの古傷であった首の手術を受けた。
2022年4月9日、1年1カ月ぶりの復帰戦となったUFC 273のUFC世界バンタム級王座統一戦で暫定王者ピョートル・ヤンと再戦。2Rと3Rにテイクダウンを奪い、終始バックのポジションを維持しつつ積極的にチョークを狙い続け、4Rと5Rにスタンドの攻防で巻き返されたものの2-1（48-47、47-48、48-47）の5R判定勝ち。王座の初防衛に成功した。
2022年10月22日、UFC 280のUFC世界バンタム級タイトルマッチでバンタム級ランキング2位の元UFC世界バンタム級王者TJ・ディラショーと対戦。グラウンドの攻防で終始圧倒し、2RにパウンドでTKO勝ち。2度目の王座防衛に成功した。
2023年5月6日、UFC 288のUFC世界バンタム級タイトルマッチで元UFC世界二階級制覇王者ヘンリー・セフードと対戦。レスリングでオリンピックの金メダルを獲得したセフードから4度のテイクダウンを奪い、スタンドでは手数で上回って2-1（47-48、48-47、48-47）の5R判定勝ち。UFCバンタム級最多連続防衛記録となる3度目の王座防衛に成功した。また、この勝利でUFCバンタム級新記録となる最多勝利記録「14勝」、最多連勝記録「9勝」を飾った。

#### 世界王座陥落
2023年8月19日、UFC 292のUFC世界バンタム級タイトルマッチでバンタム級ランキング2位の挑戦者ショーン・オマリーと対戦し、カウンターの右ストレートでダウンを奪われパウンドで2RTKO負け。王座から陥落した。試合後にレフェリーのストップが早かったとする意見が多数挙がり、スターリング自身も「彼はいくつかパウンドを当てたが『ああ、このパンチが効いて脳震盪を起こしている』というようなことは決してなかった」と語っている。
2024年4月13日、フェザー級転向初戦となったUFC 300でフェザー級ランキング8位のカルヴィン・ケイターと対戦し、テイクダウンとグラウンドの攻防で終始優勢に立って3-0の判定勝ち。
2024年12月7日、UFC 310でフェザー級ランキング5位のモフサル・エフロエフと対戦し、ハイレベルなグラップリングの攻防を繰り広げたものの、0-3の判定負け。

## 人物・エピソード
- ニックネームの「ファンク・マスター」（Funk Master）は、レスリング時代のスターリングの型破りなファイトスタイルから命名された[23]。
- 2015年5月24日、ラスベガスで開かれたパーティーに出席した際、自身の彼女がフロイド・メイウェザー・ジュニアにナンパされ、一触即発の事態となった。激怒したスターリングは「いざとなったらメイウェザーをテイクダウンからチョークで絞め落とすつもりだった」と語っている[24]。
- 2023年2月にラッパーデビューし、自身のデビューシングル「Go Dumb」をUFC 288の入場曲として使用した[25]。
- ニューヨーク州ナッソー郡はスターリングの功績を記念して、5月23日を「アルジャメイン・スターリングの日」に制定した[26]。

## 戦績

### プロ総合格闘技
| 総合格闘技 戦績 | 総合格闘技 戦績 | 総合格闘技 戦績 | 総合格闘技 戦績 | 総合格闘技 戦績 | 総合格闘技 戦績 | 総合格闘技 戦績 |
| --------------- | --------------- | --------------- | --------------- | --------------- | --------------- | --------------- |
| 29 試合         | (T)KO           | 一本            | 判定            | その他          | 引き分け        | 無効試合        |
| 24 勝           | 3               | 8               | 12              | 1               | 0               | 0               |
| 5 敗            | 2               | 0               | 3               | 0               | 0               | 0               |

| 勝敗 | 対戦相手                 | 試合結果                             | 大会名                                                                     | 開催年月日     |
|      | ブライアン・オルテガ     |                                      | UFC Fight Night: Walker vs. Zhang                                          | 2025年8月23日  |
| ×    | モフサル・エフロエフ     | 5分3R終了 判定0-3                    | UFC 310: Pantoja vs.Asakura                                                | 2024年12月7日  |
| ○    | カルヴィン・ケイター     | 5分3R終了 判定3-0                    | UFC 300: Pereira vs. Hill                                                  | 2024年4月13日  |
| ×    | ショーン・オマリー       | 2R 0:51 TKO（右ストレート→パウンド） | UFC 292: Sterling vs. O'Malley 【UFC世界バンタム級タイトルマッチ】         | 2023年8月19日  |
| ○    | ヘンリー・セフード       | 5分5R終了 判定2-1                    | UFC 288: Sterling vs. Cejudo 【UFC世界バンタム級タイトルマッチ】           | 2023年5月6日   |
| ○    | TJ・ディラショー         | 2R 3:44 TKO（パウンド）              | UFC 280: Oliveira vs. Makhachev 【UFC世界バンタム級タイトルマッチ】        | 2022年10月22日 |
| ○    | ピョートル・ヤン         | 5分5R終了 判定2-1                    | UFC 273: Volkanovski vs. The Korean Zombie 【UFC世界バンタム級王座統一戦】 | 2022年4月9日   |
| ○    | ピョートル・ヤン         | 4R 4:29 失格（反則の膝蹴り）         | UFC 259: Błachowicz vs. Adesanya 【UFC世界バンタム級タイトルマッチ】       | 2021年3月6日   |
| ○    | コーリー・サンドヘイゲン | 1R 1:28 リアネイキドチョーク         | UFC 250: Nunes vs. Spencer                                                 | 2020年6月6日   |
| ○    | ペドロ・ムニョス         | 5分3R終了 判定3-0                    | UFC 238: Cejudo vs. Moraes                                                 | 2019年6月8日   |
| ○    | ジミー・リベラ           | 5分3R終了 判定3-0                    | UFC on ESPN 1: Ngannou vs. Velasquez                                       | 2019年2月17日  |
| ○    | コーディー・スタマン     | 2R 3:42 膝十字固め                   | UFC 228: Woodley vs. Till                                                  | 2018年9月8日   |
| ○    | ブレット・ジョーンズ     | 5分3R終了 判定3-0                    | UFC Fight Night: Barboza vs. Lee                                           | 2018年4月21日  |
| ×    | マルロン・モラエス       | 1R 1:07 KO（左膝蹴り）               | UFC Fight Night: Swanson vs. Ortega                                        | 2017年12月9日  |
| ○    | ヘナン・バラオン         | 5分3R終了 判定3-0                    | UFC 214: Cormier vs. Jones 2                                               | 2017年7月29日  |
| ○    | アウグスト・メンデス     | 5分3R終了 判定3-0                    | UFC on FOX 24: Johnson vs. Reis                                            | 2017年4月15日  |
| ×    | ハファエル・アスンソン   | 5分3R終了 判定1-2                    | UFC on FOX 23: Shevchenko vs. Pena                                         | 2017年1月28日  |
| ×    | ブライアン・キャラウェイ | 5分3R終了 判定1-2                    | UFC Fight Night: Almeida vs. Garbrandt                                     | 2016年5月29日  |
| ○    | ジョニー・エドゥアルド   | 2R 4:18 ギロチンチョーク             | UFC Fight Night: Namajunas vs. VanZant                                     | 2015年12月10日 |
| ○    | 水垣偉弥                 | 3R 2:11 肩固め                       | UFC on FOX 15: Machida vs. Rockhold                                        | 2015年4月18日  |
| ○    | ウゴ・ヴィアナ           | 3R 3:50 TKO（パウンド）              | UFC Fight Night: Cowboy vs. Miller                                         | 2014年7月16日  |
| ○    | コーディ・ギブソン       | 5分3R終了 判定3-0                    | UFC 170: Rousey vs. McMann                                                 | 2014年2月22日  |
| ○    | ジョエル・ロバーツ       | 1R 1:49 リアネイキドチョーク         | CFFC 30: Sterling vs. Roberts 【CFFCバンタム級タイトルマッチ】             | 2013年11月2日  |
| ○    | シジマール・ホノリオ     | 2R 4:05 リアネイキドチョーク         | CFFC 16: Williams vs. Jacoby 【CFFCバンタム級タイトルマッチ】              | 2012年8月24日  |
| ○    | ケイシー・ジョンソン     | 3R 2:11 リアネイキドチョーク         | CFFC 14: No Mercy 【CFFCバンタム級タイトルマッチ】                         | 2012年4月14日  |
| ○    | ショーン・サンテラ       | 5分5R終了 判定3-0                    | CFFC 11: Danger Zone! 【CFFCバンタム級王座決定戦】                         | 2011年10月22日 |
| ○    | エヴァン・フミエルスキー | 1R 4:58 TKO（パンチ連打）            | CFFC 10: Black Eye                                                         | 2011年7月23日  |
| ○    | クラウディオ・レデスマ   | 5分3R終了 判定2-1                    | Ring of Combat 36 【ROCバンタム級王座決定戦】                              | 2011年6月17日  |
| ○    | ハーレー・ライムバハ     | 1R 4:01 リアネイキドチョーク         | EFC: Bragging Rights 2                                                     | 2011年5月21日  |
| ○    | セルジオ・ダ・シウバ     | 5分3R終了 判定3-0                    | UCC 4: Supremacy                                                           | 2011年4月22日  |

### アマチュア総合格闘技
| 勝敗 | 対戦相手     | 試合結果          | 大会名                                                    | 開催年月日    |
| ○    | ゼク・ランゲ | 3分5R終了 判定3-0 | RW 8: Cage Supremacy 【RWアマチュアバンタム級王座決定戦】 | 2010年7月17日 |
| ×    | ゼク・ランゲ | 3分3R終了 判定1-2 | RW 7: Mayhem in the Mist 3                                | 2010年5月8日  |

## 獲得タイトル
- RWアマチュアバンタム級王座（2010年）
- 第2代ROCバンタム級王座（2011年）
- 初代CFFCバンタム級王座（2011年）
- 第9代UFC世界バンタム級王座（2021年）

## 表彰
- UFCパフォーマンス・オブ・ザ・ナイト（1回）